# ありす in Cyberland
『ありす in Cyberland』（ありすインサイバーランド）は、グラムス株式会社から1996年12月20日に発売されたPlayStation用アドベンチャーゲーム、およびそれに関連したメディアミックス作品である。
仮想空間で悪と戦う少女たちの戦いを描いた本作は、アドベンチャーゲームとギャルゲーとの融合である「ギャルベンチャーゲーム」として開発された。

## 制作

### 背景
グラムス代表の吉田直人は元々、アニメやゲームは子どものものだという当時の風潮に対して大きく反発していたことに加え、『QUOVADIS 2〜惑星強襲オヴァン・レイ〜』の開発期間中に咽頭癌にかかり、「死ぬまでに作品を世に残したい」という気持ちを強く抱くようになった。その結果、テレビアニメ版やドラマCDなどの大規模なメディアミックスが展開された。グラムスの社長だった吉田直人は大規模なメディアミックスを展開できた理由について、「僕が自分のお金で、自分がリスクを背負ってやっているので、全部僕がジャッジできるわけです。（中略）僕がプロデューサーだと『僕らはこういうことをやります』と言い切れる。そうしていたら周りの人も勢いに飲み込まれて、『なんか一緒にやっておいた方がいいんじゃないか？』という感じになっていったんです。」と2019年の4Gamer.netとのインタビューの中で振り返っており、ゲームを主体としたメディアミックスはグラムスが初めてではないかと話している。

### PlayStation用ソフトの開発
当時インターネットカフェ「オキエラビッチェ」を経営していた千葉麗子が本作の看板プロデューサーに起用されたほか、グラムスのアダルトゲームブランド・ジャニスの作品に参加していた森山大輔が、キャラクターデザイナーとして起用された。また、脚本は『バブルガムクライシス』などで知られる小中千昭が手がけた。加えて、声優には浅田葉子、荒木香恵、宮村優子をはじめとする人気声優が多数起用された。
本作は『不思議の国のアリス』をモチーフとしており、同作にちなんだサブタイトルが出てくるほか、登場人物が巨大化したり、笑う猫が悪戯をするといった同作での出来事が仮想空間「サイバーランド」という舞台の中で表現される。また、本作には『不思議の国のアリス』以外にもオマージュが存在しており、たとえば、「ありすたち3人が特殊なスーツを着てカプセルに入り、カプセルが液体に満たされてからサイバーランドにダイブする」という描写は、1995年から96年にかけて放送されたテレビアニメ『新世紀エヴァンゲリオン』と類似している。
本作のシナリオには、過去や1996年当時の要素だけでなく、未来のインターネット事情の予測も組み込まれており、通信可能な小型端末の普及や、ウイルスによって戸籍データ内の顔写真が無関係の性的な画像と合成されて拡散される様子が描かれている。

### アニメ化とその顛末
本作の発売直前の1996年12月16日、『ありすインサイバーランド』（以下：アニメ版）がテレビ東京で先行放送された。
吉田はアニメ版を放送した理由について、「ゲームって1本作るのに億単位のお金がかかって、広告も出さなきゃいけない。（中略）でも、15秒のCMなんて後に何も残らないじゃないですか。それが、番組枠を買い取らせていただいて、僕らが作ったアニメを放映すれば、それ自体を面白いと思ってくれたり、キャラクターに思い入れを持ってくれたりするんじゃないかと思ったんです。（中略）それに、アニメになると「お菓子を作りませんか」とか「タイアップ曲はどうでしょう」とか、どんどんコンテンツが広がっていくんですよ。あれは僕らとしては幸せでした。僕らの「作りたい」という気持ちが、周りを引き付けたんだと思うんです。」と4Gamer.netとのインタビューの中で説明している。
だが、無理な制作体制により納品されたアニメの出来は吉田がショックを受けるほど低かった。その結果、アニメ版は一挙放送した2話分のみで放送を中止、後日発売されたビデオ作品には1話のみが収録された。

## ストーリー
21世紀の東京。現在のインターネットはさらなる進化を遂げ、巨大な仮想空間「サイバーランド」を作り上げていた。サイバーランドはその情報の重要度により、Lv1からLv8までの八つの階層に区切られており深い階層ほどより重要な、国家機密レベルの情報が格納されているといわれている。一般人の持つシステムでは、この深部へのアクセスは不可能である。
主人公の水無月ありすは、私立ミスカトニック学園に通う普通の中学生。だが、彼女にはサイバーランド開発者である父親の残したルシアという究極のダイブシステムを用いてサイバーランドの深部まで潜り、その秩序を守る正義のダイヴァーとしてのもう一つの顔があった。彼女は友人の鳳 麗奈と八神 樹莉とともにALICE-3を名乗りサイバーランドを私欲のために利用しようとする者の手から人々を守ろうとする。シムペット探しから始まった彼女たちの冒険は、いつしか全世界を巻き込む大混乱の核心へと導かれていく。

## ゲームシステム
ゲームは全部で5章（+選択肢次第でおまけが1章）構成になっており、基本的には選択肢によるストーリー分岐はない。
会話ウィンドウとは別に主要キャラクター3人の表情ウィンドウが画面上部に表示される。会話ではコンピュータやネットワークに関する専門用語が多用されているが、その意味の説明が少ないため、コンピュータ用語になじみが薄いプレイヤーにとってはやや難解な内容が含まれる。
各章は現実世界（リアルワールド）→サイバーランドへと舞台が移動するパターンがほとんどで、戦闘はサイバーランドでのみ行われる。戦闘になると、3人の中から戦わせるキャラクターを1人選ぶ。このゲームは戦闘シーンのみがフル3Dになっている。操作はRPGのようなコマンド入力で行う。戦闘システムはS（ショートレンジ）・M（ミドルレンジ）・L（ロングレンジ）の3種類の攻撃方法があり、それぞれが3すくみの関係になっている。主要キャラクター3人には「麗奈はショートレンジの攻撃力が高いが、ロングレンジの攻撃力が低い」など、それぞれ得意とする攻撃方法があり、攻撃成功時のダメージに影響を与える。また、敵ごとに各攻撃方法の選択確率が決まっているため、それを把握して有利なキャラクターと攻撃方法を選ぶようにすれば容易に勝てるようになる。各キャラクターのレベルやHPは章が進むごとに自動的に増え、ダメージもその都度一定である。なお、ザコ戦は半分近くが回避可能であり、ボス戦も負けてもイベントが進むものがいくつか存在する。さらにボスに負けなければ見ることのできないムービーも用意されている。
リアルワールドでは、おまけ要素としてゲームセンター、ブティック、カラオケボックスに行くことが可能。ゲームセンターでは「ドカバキジャイケン」という、いわゆる「あっち向いてホイ」のようなミニゲームを遊ぶことができ、この時だけは2プレイヤー対戦も可能である。ブティックでは試着した服の一枚絵（章ごとに変化する）を閲覧でき、カラオケボックスでは主要キャラクター3人のキャラクターソングをアニメーション付きで聴くことができる。これらのミニイベントは訪れる度に毎回発生する。

## キーワード
サイバーランド
21世紀の情報化社会に対応するために構築させたネットワーク。専用回線を各地に張りめぐらせることで高度なデータ通信が可能となった。この回線で構築された空間をサイバーランドと呼ばれている。内部は機密性などのレベルによって1から8の層に区切られており、数値が高いほど密度が強い。
ダイヴシステム
人間の情報処理速度の高速化を図るために開発された、ネットワークへのアクセスシステム。サイバーランド内でこのシステムを使うと、ネットワーク上の仮想空間を使って、実際に体感することができる。コストが高く、一般には馴染まれていないが、ありすたちは麗奈の親の資金でシステム機材を揃えた。
ダイヴスーツ
ダイヴシステムを使用するときに着用するデータスーツ。筋肉や神経の微妙な変化をスーツの各部に取り付けられている赤外線が認識し、ダイヴシステムに送信する機能を持っている。
ヘッドマウントディスプレイ
頭部に装着するインターフェイス機器。3Dのバーチャルリアリティ空間としてサイバーランド内のデータを体感することができる。
サイバーフォーム
サイバーランドにダイヴすると、自分の姿を自由に変化できるようになることの名称。ありすたちは戦闘コスチュームとして使うが、実力で危険を乗り越えているのかは不明。

## 登場人物
水無月 ありす（みなづき ありす）
声 - 浅田葉子
14歳。6月8日生まれ。血液型A型。身長156cm、体重45kg、3サイズはB83、W57、H82。
本作の主人公。私立ミスカトニック学園中等部2年F組。頭脳明晰でコンピューターに精通している。デイビッド＝モールトンという、サイバーランド初期の開発の中心人物だった英国人を父に持つ。現在は離婚のため母親とマンションで二人暮し。ウルフと呼ばれる凶悪なサイバーナキスト（後述）との戦い（アニメ一話）の際に究極のダイブシステム「ルシア」と出会い、ダイヴァーとして誰も太刀打ちできないほどの力を得る。父の残したダイブシステム、そしてサイバーランドを悪用しようとする者の手から守るため、親友の麗奈、樹莉とともに「ALICE-3」を名乗り日夜サイバーランドで活躍している。戦闘時はバニーガールに似た服になり、「ディスインフェクションソード」と呼ばれる片刃剣で戦う。
一見、成績優秀で容姿端麗な完璧超人のように思えるが、本人にはその意識もなく、運動が苦手でお風呂と甘い菓子が好きな、どこか天然系の普通の少女。頭の回転はすこぶる速いが、機械オタクでのめりこんだら熱中する癖もある。また本人も自覚していないが性的に倒錯する傾向もある。将来はプログラマーか医者になることを志している。料理も苦手のようで、母の留守の多い普段はレトルト食品やコンビニ弁当などで済ませている。耳に息を吹きかけられると弱い。
鳳 麗奈（おおとり れな）
声 - 荒木香恵
14歳。11月16日生まれ。血液型AB型。身長164cm、体重秘密、3サイズはB87、W59、H86。
ありすのクラスメート。スポーツ万能の男勝り。華僑の娘であり資産家の令嬢でもある。中国武術に長けサイバーランドでもその身体能力をいかんなく発揮している。3人のダイブシステムは非常に大きなアイソレーションタンクおよび作業スペースを必要とするため彼女の家の地下室を改造した状態で設置されており、ダイブの際には3人がここに集まる。ガサツな風を装ってはいるが、実は子供っぽいものを好む傾向もある。母の朱音（あきね、声 - 井上喜久子）はうってかわって天然な性格で、二人揃うと常に親子漫才のような光景が繰り広げられる。サイバーランド内での戦闘時は婦人警官とキャビンアテンダントを合わせたような服になり、徒手空拳で戦う。素手での戦闘を得意とする。
八神 樹莉（やがみ じゅり）
声 - 宮村優子
14歳。9月10日生まれ。血液型B型。身長149cm、体重40kg、3サイズはB77、W56、H80。
ありすのクラスメート。3人のムードメーカー的存在で、かなりの天然ぼけだが、時折勘の鋭さを見せる。他の二人に比べると家庭は裕福なほうではないが、そのことを気にかけている様子はない。3人の中で唯一ハーフか不明で、漫画版では「実は猫?」と突っ込まれている。食いしん坊で惚れっぽく、コスプレ趣味がある。学校教科の中で唯一歴史だけは群を抜いて得意。サイバーランド内では看護師に似た服になり、体型が若干大人らしく補正され、杖で武装している。魔法攻撃を得意とする。
ルシア
声 - 井上喜久子
サイバーランドへとアクセス（ダイブ）する際のシステムが意思をもって具現化した姿。サイバーランドの全てのエリアへのアクセス権限を持っており、常人のプログラム言語では解析不能な存在。ありすたち3人を誰よりも愛し、守ろうとしている。普段はNAVIを解して意思の疎通を行う。
高倉 沙貴
声 - 氷上恭子
ありすと同じクラスのクラス委員。噂好きの姉御肌。渋谷のペットショップの店員と親密な関係にある。ビケちゃんと名付けた、猫型のシムペット（NAVI上のヴァーチャルペット）を飼っている。
大谷 舞
声 - 丹下桜
ありすと同じクラスの音楽部員。よく優子と共に行動していることが多い。ぶりっ子で同性からは奇異な目で見られることがある。また、流されやすさ故にトラブルが絶えない。
加藤 優子
声 - 根谷美智子
ありすと同じクラスの陸上部員。さっぱりしている一方、短気なところもある。
佐藤 久美子
声 - 久川綾
ありすのクラスメート。あまり目立たないタイプだが、ありすと学年首位を争うほどの学力を持つ。運動は苦手。ある時不思議な時計を手に入れてから、無意識にサイバーランド内で「怪盗キャット」としてデータ化された絵画を盗むなど電子犯罪を繰り返すようになる。
二階堂 陽子
声 - 渡辺久美子
ミスカトニック学園中等部3年生で、生徒会長兼テニス部部長。財閥の娘でプライドが高く目立ちたがりのため、一見とっつきづらい性格だが情には厚く下級生には広く慕われている。また、負けず嫌いでもあり、「オヤジ猫」と呼ばれるウイルスによって、衆目に自分と真琴の卑猥なアイコラ画像が晒された後、復讐のため自ら財力を駆使して政府の治安管理用プログラムを改造したダイブシステムを備え「プリンセス・レッド」として真琴こと「プリンセス・ホワイト」とのタッグ「サイバープリンセス」を結成し日夜アリス3のようにサイバーランドの平和のため戦うという使命に目覚める。
如月 真琴
声 - 菊池志穂
ミスカトニック学園中等部2年。ありすたちとはクラスが異なり面識はない。生徒会書記でテニス部員。陽子の取り巻きの中で最も陽子に近い人間で、いつも陽子と一緒に現れる。彼女を「お姉様」と慕い、目立ちたがりの彼女を立てるため普段は自己主張をしないが、一人の時は本来明るい性格の少女で皆に好かれている様子。「プリンセス・ホワイト」の時もノリノリだったりする。男性には興味がない。やきもち焼きだが口には出さない。
今井 由香
声 - 菅原祥子
ミスカトニック学園中等部1年でありすの後輩。かねてよりありすに恋焦がれており、作中で特定の選択肢を選ぶとありすが彼女とデートするイベントが発生する。結果的にありすのファーストキスの相手ともなる。
アリシア＝ダグラス
声 - まるたまり
ミスカトニック学園の女教師であり英国人。日本語が堪能で外人らしい訛りが全くない。外見にあまり頓着しないが、本来はモデルのような容姿で男子生徒に人気がある。しかし、何かトラブルが起こるとパニックになってしまうことも。
小俣 英治
声 - 中田和宏
情報省監察官。35歳。元々はハッカーの側の人間だったが、ヘッドハンティングされて情報省勤務となった。かつて「ギデオン」という名でバウンディハンターとしてセラとコンビを組み活動していた頃のサイバーフォームを未だに使用している。本人はそのうち省庁を辞めることを考えている。物腰が穏やかで20歳以上年下の相手にも常に敬語を使う。
ルン＝グワン
声 - 有馬克明
情報省監察官であり小俣の部下。26歳のヴェトナム留学生で、天才的な情報処理能力を買われて政府に採用された。極めて真面目な性格でサイバーランドの治安を守る使命感や責任感は人一倍強い。
毛利 世羅
声 - 三石琴乃
現実のプロフィールは全くの不詳。かつて小俣とともにサイバーランドで賞金稼ぎとして活動していた相棒であり、またかつての小俣の恋人でもある。サイバーランドでも「セラ」の名前で活動し、サイバーフォームは現実の姿を反映したものである。
河上 哲也
声 - 上田祐司
ミスカトニック学園3年生。サッカー部の部長であり、麗奈の幼馴染。密かに未だに麗奈のことを想っているが、麗奈はもう興味がない様子。陽子に告白されたが、麗奈のことが好きだと言い振ってしまった。以来陽子は麗奈のことをライバル視するようになる。
トルケマダ
声 - 藤原啓治
伝説的カリスマハッカーで、サイバーナキスト (Cyber-Anarchist) の異名を持つ。その正体はスペイン人の無政府主義者。作中では通産省のメモリーサーバーにパラサイトボムと呼ばれる時限爆弾を仕掛け日本経済を崩壊させようとする。ゲーム中では第四章のボスで、システム上バトルでは決して勝つことはできない。
ゾーン
声 - 天野由梨
“幻”といわれるサイバーランド「Lv9」に巣食う魔物。その正体はサイバーランド内に渦巻く人々の負の意識、情報の集合体。女性の姿を象る。本作におけるラストボス。ありすと対決するがルシアの援護によって逆転される。最終戦ではありすを真似た姿となり、激戦の末に敗北し消滅した。
なおサイバーランドLv9自体はゾーンとは異なり、その正体は小説版で明らかになる。
デイビッド＝モールトン
声 - 沢木郁也
水無月ありすの父親であり、コンピュータの権威だった。サイバーランド開発当初の中心人物にしてルシアの開発者であり、有事に備えてルシアを封印していた。ありすの母であり脳生理学者だった水無月さゆみとは、ありすが幼少の頃に離婚。その後イギリスに渡り現地の女性と再婚し、現在は同名の娘「アリス＝モールトン」と家族3人で暮らしていると推測される。38〜39歳くらい。ありすの良き父親だった。離婚原因は不明。
アニメ版
ウルフ
声 - 陶山章央
凶悪なサイバーナキスト。一時は町中をパニックに陥れたが、ありすたちの手によって倒された。
ビル・エイトキン
声 - 長嶝高士
天才的ハッカー。ヘルゲイト社で働いていたが解雇され、腹いせにプログラムでサイバーランドを荒らしていた。やや自意識過剰な性格。
アンリ・ヘルゲイト
声 - 石井康嗣
巨大IT企業、ヘルゲイト社の社長。チャーリーを作り出した人物。
チャーリー
声 - 緒方恵美
ヘルゲイトに作られたAI。サイバーランド内では人間と同様にふるまうことができ、自己増殖能力を持つ。最初は小学生程度の少年の姿だが、時間経過とともに成長した姿になっていく。樹莉と仲良くなるが、最後は自己消滅プログラムにより消滅した。

小説版
三島正人
ありすと同じマンションの、同じ階に両親と暮らす小学3年生の少年。遊びに出かけた先の森で怪我をしてしまって以来、車椅子で暮らしながらリハビリを続けている。ある事件を契機にサイバーランドに精神ダイブしたまま意識が戻らなくなり、大学病院のシステム襲撃とともに生命維持装置が止まり帰らぬ人となった。
ヴァリィ
子供たちを率いて国際ターミナルや学校などを襲撃していたサイバーテロリストの少年。レベル6に楽園を築き、現実世界で身体に障害をもつ子供たちなどを自由気ままに過ごさせていた。ピーターパンのような姿をしている。
タイガーリリィ
ヴァリィを信奉していた子供たちのリーダー格である少女。虎の姿をしたプログラムに跨って戦う。現実では足の不自由な普通の少女。

漫画版
狩野徹郎
ありすと同じマンションに暮らす男。情報省で働いており一人暮らし。小俣英治の部下にあたる。

## スタッフ
- キャラクターデザイン - 森山大輔
- 脚本 - 小中千昭
- ドラマCD脚本 - 村井さだゆき

## 主題歌
オープニングテーマ「とっておきのHeart beat time」
歌 - 浅田葉子・荒木香恵・宮村優子
エンディングテーマ「君に会えてよかった」
歌 - 浅田葉子・荒木香恵・宮村優子
麗奈キャラソン「Set Me More Free」
歌 - 荒木香恵
樹莉キャラソン「われないしゃぼんだま」
歌 - 宮村優子

## 関連作品
- Windows 95版『ありすインサイバーランド〜闇夜の魔導師〜』 (GLAMS) 1996年12月20日発売
- ビデオアニメ VHS版・LD版 「ありすインサイバーランド」（GLAMS、全2巻、各30分）
  1. 1997年1月25日発売 
    - 発売に先駆けて1996年12月16日テレビ東京で先行放送。

  2. 1997年2月25日発売
- 主題歌シングルCD
  - 「とっておきのHeart Beart time c/w 君に会えて良かった」
  - (wea japan) 1996年12月21日発売
- オリジナル サウンドトラック
  - 『プレイステーション 「ありす イン サイバーランド」ゲーム・サウンドトラック』
  - (wea japan) 1996年12月21日発売（CD-EXTRAフォーマット）
- ドラマCD
  1. 1997年1月25日発売
  2. 1997年2月25日発売
  3. 1997年3月25日発売
- ニュータイプノベルス「ありすインサイバーランド」（作：泥士朗） 1997年11月30日発売
- マスヤよりトレーディングカード付きスナック菓子発売。
- ムービックより、下敷き、フロッピーインデックスなどのキャラクターグッズ発売。

## 反響
当時普及し始めたばかりのインターネットを題材としていち早く取り入れたことが当時は新鮮であり、その後のゲームにも影響は少なからずあった。当時、成人向けゲーム（エロゲー）の移植に関する厳しい規制があるなか、下着姿やレズ描写が含まれた。特にギャルゲー的作品に強い『電撃PlayStation』では他誌よりも大きく取り上げられ、Vol.33の表紙も飾った。
豪華なスタッフィングや大規模なメディアミックスなどが展開されたにもかかわらず、ソフトの売り上げは伸び悩んだ。
その後、セガサターン用に発売されたグラムスの主力タイトルの続編『QUOVADIS 2〜惑星強襲オヴァン・レイ〜』はゼロ受注を記録、銀行の貸し渋りにも合い、資金繰りに行き詰まったことで会社は倒産した。

### 評価
ゲイムマンのペンネームで活動しているライターの府元晶は、ITMediaに寄稿したレビューの中で、登場人物の設定や声優陣の演技、および作中の出来事から読み取れる先見性について評価し、「ありす in Cyberlandでは、当時流行した作品の要素と、過去の作品へのオマージュ、将来のネット社会の予想図、これら過去と現在と未来のファクターが、アドベンチャーゲームのシステムでつながっているのだ。」と述べている。その一方でゲイムマンは、登場人物の数が多すぎるあまり、物語が唐突に終わってしまう点を指摘し、その原因について制作側が早い段階からメディアミックスを念頭に置いていたのかもしれないと推測している。

### 他作品との関係
脚本の小中は自身のウェブサイトに幻の続編となった『ありす in Cyberland 2 第七のプロトコル』のシナリオを公開している。また、本作の「誰もがネットワーク端末を持っており、それによってつながっている」という設定は、後に小中が脚本を手がけた『Serial experiments lain』に受け継がれている。加えて、『Serial experiments lain』のキーパーソンである「瑞城ありす」は本作の主人公と同じモチーフを有しており、声優も同じ浅田葉子である。

## その他
- 互換性の問題でPlayStation 2でプレイすると、ムービーが流れた後にゲームの進行が止まる、アニメーション速度が通常と違う、など正常にプレイできない場合がある。
- 「ゲーム開始から数えて18分12秒+16/60秒後にマップ上で移動する」と発生するという、ほとんど実現不可能な裏技が存在する。その他このゲームの裏技には、「オープニングデモを256回ループさせる」「左下+セレクト+スタート+△+○+R1+R2同時押し（実際やってみるとわかるがかなり困難な押し方である）」など、意図的に用意しながらも非常にユーザーに無理を強いるものが多い。
- 「Peaceful everyday」が東海ラジオ放送の気象情報のBGMに採用されていた時期がある。